# Emlingen
Emlingen je francouzská obec v departementu Haut-Rhin v regionu Grand Est. V roce 2014 zde žilo 278 obyvatel.

## Poloha obce
Sousední obce jsou: Luemschwiller, Obermorschwiller, Tagsdorf, Walheim a Wittersdorf.

## Vývoj počtu obyvatel
Počet obyvatel